# 양쯔강악어
양쯔강악어(학명: Alligator sinensis) 또는 중국악어는 앨리게이터과에 속하는 악어로 중국 장강 하구에서 살고 있다. 몸길이 약 1.8m의 악어로써 미시시피악어와 가장 유사한 종이다. 몸의 색은 녹색 기운이 도는 검은색이고 옆면에 노란 얼룩점과 가로줄무늬가 나 있다. 어린 악어는 검정과 노랑이 뚜렷하게 나타난다. 주둥이 끝이 둥글넙적하고 짧으며 입술이 위를 향해 있다. 목 부분의 경린판은 3쌍이며 서로 겹쳐져 있다. 악어 등 양서류나 파충류에게 흔히 있는 물갈퀴는 그다지 발달하지 않았다. 성격이 온순하며 장강과 장강 주변의 풀이 우거진 못이나 호수에 살며 도마뱀과 물고기 등을 잡아먹는다. 겨울에는 하천 밑바닥이나 하천 주변의 진흙에서 겨울잠을 잔다.

## 같이 보기
- 동물 의사소통